# Старше (община)
Община Старше (словен. Občina Starše) — одна з общин Словенії. Адміністративним центром є місто Старше.
Сільське господарство є основним видом економічної діяльності населення.

## Населення
У 2011 році в общині проживало 4178 осіб, 2050 чоловіків і 2128 жінок. Чисельність економічно активного населення (за місцем проживання), 1634 осіб. Середня щомісячна чиста заробітна плата одного працівника (EUR), 652,55 (в середньому по Словенії 987.39). Приблизно кожен другий житель у громаді має автомобіль (52 автомобілі на 100 жителів). Середній вік жителів склав 42,0 роки (в середньому по Словенії 41.8). 